# Joseph Elliot
Joseph Elliot, född på Karlberg vid Stockholm 1 januari 1799, död 4 januari 1855, var en svensk läkare. Han var farbror till Hampus Elliot.
Elliot blev student vid Uppsala universitet 1816 och fem år senare filosofie kandidat. Han började därefter studera medicin och blev medicine doktor 1827. Efter att 1828–1829 ha genomfört en studieresa i utlandet blev han kirurgie magister 1830 och utnämndes samma år till provinsialläkare i Stockholms län. Han lämnade denna befattning 1834 för att ägna sig åt enskild praktik, men erhöll 1837 förordnande och året därpå fullmakt såsom ordinarie adjunkt i obstetrik vid Karolinska institutet. År 1849 utnämndes han till lärare vid barnmorskeundervisningsanstalten i Stockholm med professors namn. 
Elliots vetenskapliga artiklar publicerades främst i Svenska Läkaresällskapets "Handlingar" och tidskriften "Hygiea". Han är begravd på Solna kyrkogård.